# Scrobipalpa aptatella
Scrobipalpa aptatella is een vlinder uit de familie tastermotten (Gelechiidae). De wetenschappelijke naam is voor het eerst geldig gepubliceerd in 1864 door Walker.
De soort komt voor in Europa.